# Pierre Guinand
Pierre Guinand, né le 4 février 1876 et mort le 15 août 1944, est premier président de la Cour des comptes de 1936 à 1937.
Il devient, à la fondation de la SNCF, le 1er janvier 1938, son Président. Démis de ses fonctions par le Gouvernement de Vichy, il est remplacé en septembre 1940 par Pierre-Eugène Fournier.

## Distinctions
- Médaille coloniale avec agrafe Afrique Occidentale Française
- Grand-croix de la Légion d'honneur (décret du 7 juillet 1933)[1].